# Stornophilacris
Stornophilacris is een geslacht van rechtvleugeligen uit de familie Romaleidae. De wetenschappelijke naam van dit geslacht is voor het eerst geldig gepubliceerd in 1978 door Amédégnato & Descamps.

## Soorten
Het geslacht Stornophilacris omvat de volgende soorten:
- Stornophilacris bahiensis Amédégnato & Descamps, 1978
- Stornophilacris poulaini Carbonell, 2002
- Stornophilacris seabrai Amédégnato & Descamps, 1978